# 堀川町 (北九州市)
堀川町（ほりかわまち）は福岡県北九州市八幡西区の町。住居表示実施済み。郵便番号は807-0861。

## 地理
八幡西区の北部西側に位置し、西から北に折尾、東に北鷹見町，南鷹見町，東筑、南に西折尾町と接する。

### 河川
- 一級河川 新々堀川

## 地域の特徴
町域の東縁を新々堀川が北流し、北縁に沿ってJR九州鹿児島本線・筑豊本線・福北ゆたか線が通っており、北東端には折尾駅がある。起伏のある地形で、南部に折尾愛真短期大学，折尾愛真中学校・高等学校がある。

## 歴史
かつてこの辺りには大字折尾の字、八反田，楠木，笹尾，乙法師があり、住居表示実施前は折尾天神町もしくは折尾町天神と通称されていた。また学校の辺りは字名にちなんで折尾笹尾ケ丘と通称されていた。なお、筑豊本線及び福北ゆたか線の線路は従来町域の東側を新々堀川と並行して走っていたが、高架工事により町域の西側へと移設された。

### 地名の由来
町域の東側を流れる堀川（新々堀川）に由来する。

### 沿革
- 1974年（昭和49年）4月1日 - 堀川町新設[5]。

### 町名の変遷
| 実施内容          | 実施年月日               | 実施後 | 実施前         |
| ----------------- | ------------------------ | ------ | -------------- |
| 町名新設 住居表示 | 1974年（昭和49年）4月1日 | 堀川町 | 大字折尾の一部 |

## 世帯数と人口
2025年（令和7年）3月31日現在（北九州市発表）の世帯数と人口は以下の通りである。
| 町     | 世帯数 | 人口  |
| ------ | ------ | ----- |
| 堀川町 | 98世帯 | 155人 |

### 人口の変遷
国勢調査による人口の推移。
| 1995年（平成7年）  | 335人 | [ 7 ]  |  |
| 2000年（平成12年） | 311人 | [ 8 ]  |  |
| 2005年（平成17年） | 467人 | [ 9 ]  |  |
| 2010年（平成22年） | 368人 | [ 10 ] |  |
| 2015年（平成27年） | 286人 | [ 11 ] |  |
| 2020年（令和2年）  | 273人 | [ 12 ] |  |

### 世帯数の変遷
国勢調査による世帯数の推移。
| 1995年（平成7年）  | 148世帯 | [ 7 ]  |  |
| 2000年（平成12年） | 142世帯 | [ 8 ]  |  |
| 2005年（平成17年） | 319世帯 | [ 9 ]  |  |
| 2010年（平成22年） | 258世帯 | [ 10 ] |  |
| 2015年（平成27年） | 240世帯 | [ 11 ] |  |
| 2020年（令和2年）  | 222世帯 | [ 12 ] |  |

## 学区
市立小・中学校に通う場合、学区は以下の通りとなる。
| 町     | 街区 | 小学校                 | 中学校               |
| ------ | ---- | ---------------------- | -------------------- |
| 堀川町 | 全域 | 北九州市立折尾西小学校 | 北九州市立則松中学校 |

## 交通

### 鉄道
- JR九州折尾駅

## 施設

### 教育施設
- 折尾愛真短期大学
- 折尾愛真高等学校
- 折尾愛真中学校